# Casa Argullol (els Prats de Rei)
Casa Argullol és una casa dels Prats de Rei (Anoia) inclosa a l'Inventari del Patrimoni Arquitectònic de Catalunya.

## Descripció
Edifici construït per a habitatge, que gairebé no conserva res de la seva fisonomia original. Consta de planta baixa i un pis, i d'una galeria superior definida a la façana per tres arcades de mig punt.

## Història
Les notícies que es té sobre aquesta casa són molt poques, i cal basar-se en la mateixa història de la família per a intentar establir l'època en la qual fou construïda. Se sap però que ha sofert diverses reformes i restauracions que li han fet perdre l'original fisonomia de noble casa gòtica.